# Freesia viridis
Freesia viridis es una  planta fanerógama perteneciente a la familia Iridaceae. Es originaria de  Sudáfrica.  

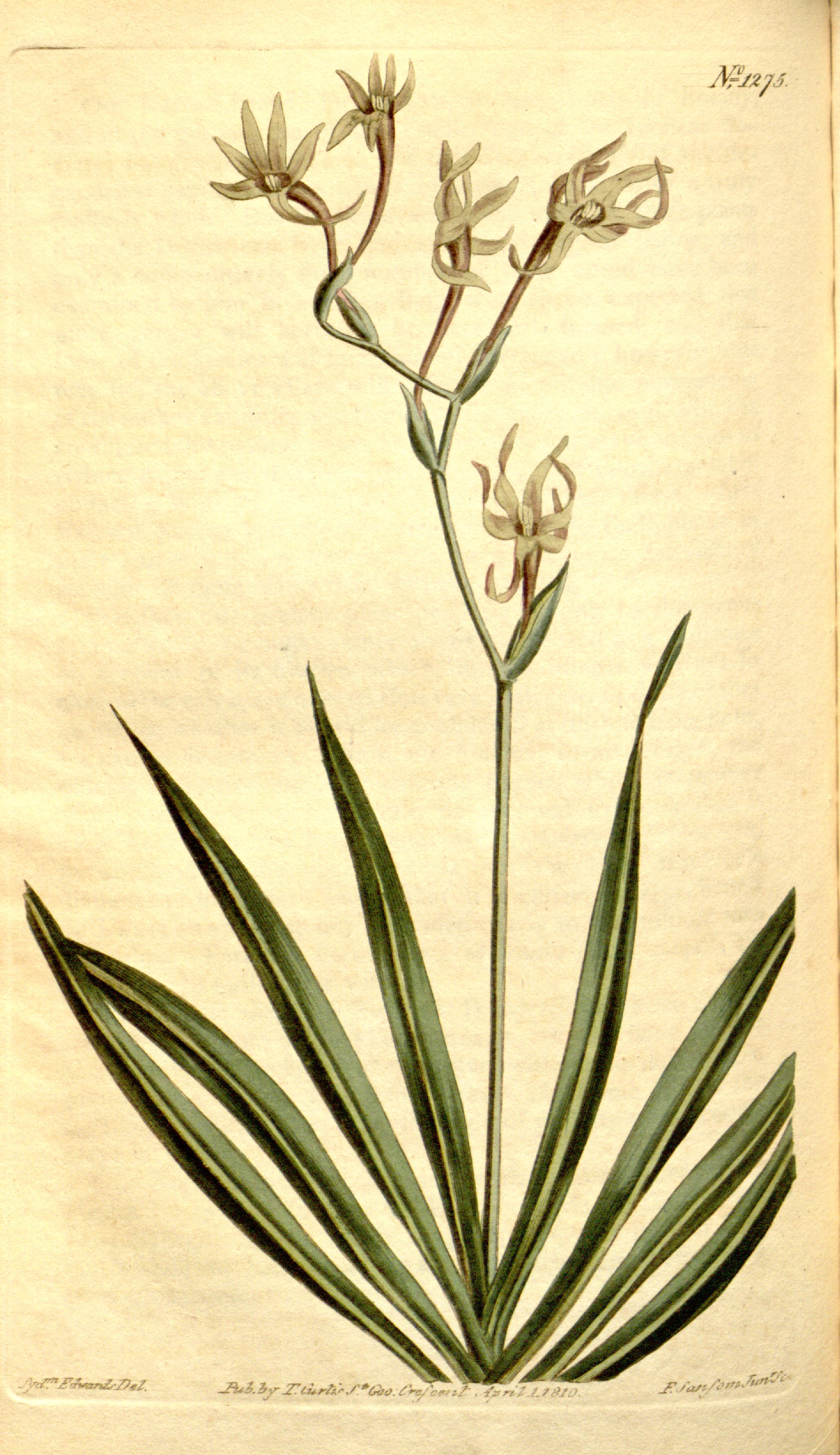
Ilustración

## Descripción
Freesia viridis es una planta herbácea perennifolia, geofita que alcanza un tamaño de  0.1 - 0.3 m de altura,a una altitud de  155 - 860 metros en Sudáfrica

## Taxonomía
Freesia viridis fue descrita por (Aiton) Goldblatt & J.C.Manning y publicado en Systematic Botany 20(2): 172. 1995.
Etimología
Freesia nombre genérico que fue dedicado en honor del médico alemán Friedrich Heinrich Theodor Freese (1795-1876).
viridis: epíteto latino que significa "de color verde".
Sinonimia
- Anomatheca viridis (Aiton) Goldblatt
- Anomatheca viridis subsp. crispifolia Goldblatt
- Gladiolus viridis Aiton
- Lapeirousia viridis (Aiton) L.Bolus
- Montbretia viridis (Aiton) Voigt
- Tritonia viridis (Aiton) Ker Gawl.
- Waitzia viridis (Aiton) Kreysig[4][5]